# KYO (アルバム)
『KYO』（キョウ）は、日本のダンス・ヒップホップグループ、m-floの9枚目のオリジナル・アルバムである。2019年11月6日にrhythm zoneより発売。

## 解説
オリジナルメンバーであるLISAが2017年に復帰して以来初のアルバム。デビュー20周年を記念した作品でもある。
オリジナルアルバムとしては、前作『FUTURE IS WOW』から約5年半ぶりのリリース。オリジナルアルバムにLISAが全編でヴォーカリストとして参加したのは、2001年の『EXPO EXPO』以来18年ぶりとなる。
「オリジナルアルバム(CD)+Mix CD+DVD」、「CD+DVD」、「CD+Mix CD」の3形態による発売。
Mix CDは『"20th Anniversary Best Mix by in the blue shirt"』と題し、DJ／トラックメーカーのin the blue shirtによるm-flo楽曲によるベストミックスとなっている。収録曲は20年間に発表された楽曲から満遍なく選曲されているが、2018年の再始動に際して配信リリースされた『BACK2THEFUTURE』シリーズのリミックス楽曲が中心となっている。アルバム本編に未収録となったLISA復帰後の楽曲『Piece of Me』『epic』『MARS DRIVE』も選曲されている。
DVDには、LISA復帰後に発表されたミュージックビデオが収録されている。
タイトルである『KYO』は、響、京、共、境、強、狂、今日、鏡、協、興など様々な意味を持つ言葉であり、今作のテーマとなっている『宇宙を超えて存在する別次元の「パラレルワールド」』を象徴するものとして使用されている。インタールードには、これまでの作品同様、Lori Fine(COLDFEET)、矢島正明が参加している。

## 収録曲

### CD
1. No.9
作曲 : m-flo
2. E.T.
作詞・作曲 : m-flo, Emyli
3. HUMAN LOST feat. J.Balvin
作詞・作曲 : m-flo, Emyli, Jose Alvaro Osorio
全世界公開 劇場アニメ「HUMAN LOST 人間失格」主題歌
先行シングル収録曲
4. Enter the Mortal Portal
作詞・作曲：m-flo
5. JuXtapoz
作曲 : m-flo
6. Toxic Sweet feat. JP THE WAVY(Album Version)
作詞・作曲 ： m-flo & JP THE WAVY
デジタルシングルとしてリリースされた曲のアルバム・ヴァージョン。
7. EKTO
作詞・作曲 ： m-flo・Satoru Kurihara(Jazzin' park)・JUN
「発見ハワイ」タイアップ
『mortal portal e.p.』収録曲
8. PULSE
作曲 : m-flo
LISAと☆Takuのデュエット曲。ブックレットに歌詞の記載がない。
9. Sheeza feat. MIYACHI
作曲 : m-flo & MIYACHI
Max Romeo『Chase the Devil』をサンプリングしている。
10. against all gods
作詞・作曲 ： m-flo
テレビアニメ「ブラッククローバー」第８クールエンディングテーマ
先行シングル収録曲
11. STRSTRK
作詞・作曲 : m-flo
同音タイトルの曲が過去に存在する。（『ASTROMANTIC』収録）
『mortal portal e.p.』収録曲
12. MAKE IT BREAK IT
作詞・作曲 : m-flo
NHK「J-MELO」オープニングテーマ
『the tripod e.p. 2』収録曲
13. KYO-TO-KTO
作詞・作曲 : m-flo
LISAのボーカルとピアノ伴奏は、iPhoneで一発録りしたものが採用されている。
曲の最後に、インタールードのように矢島正明のナレーションが入る。
14. No Question
作詞・作曲 : m-flo
『the tripod e.p. 2』収録曲
CD版のみ、曲の終了後長い無音を経て隠しメッセージが収録されている。

### Mix CD (※は初CD化)
1. How You Like Me Now? (Sweet William Remix) / m-flo※
2. REEEWIND! / m-flo loves Crystal Kay
3. EKTO (SASUKE Remix) / m-flo※
4. been so long (tofubeats remix) / m-flo※
5. Come Back To Me / m-flo
6. Piece of Me / m-flo※
7. the Love Bug (YUC'e Remix) / m-flo loves BoA※
8. let go (Kan Sano Momentum Remix) / m-flo loves YOSHIKA※
9. Astrosexy / m-flo loves CHEMISTRY
10. MARS DRIVE / m-flo
11. I WANNA BE DOWN (WONK Remix) / m-flo loves 坂本龍一※
12. Love to Love By (starRo Remix) / m-flo loves Chara※
13. Lotta Love / m-flo loves MINMI
14. Luvotomy (Teddyroid Remix) / m-flo loves 安室奈美恵※
15. No Question (TOKYO RAINBOW PRIDE Remix by Mitsunori Ikeda) / m-flo※
16. come again (PKCZ Remix) / m-flo※
17. epic / m-flo※
18. IRONY / m-flo + daoko
19. All I Want Is You (DJ Shimamura Remix) / m-flo※
20. miss you (banvox Remix) / m-flo loves melody. & Ryohei※
21. Picture Perfect / m-flo loves MONKEY MAJIK
『Picture Perfect』と記載されているが、実際に収録された曲目は『Picture Perfect Love』である

### DVD
1. No Question
2. never
3. EKTO
4. STRSTRK
5. Toxic Sweet feat. JP THE WAVY
6. HUMAN LOST feat. J.Balvin

1. すべてMusic Video。